# Scodes deflecta
Scodes deflecta (лат.) — вид выемчатокрылых молей, единственный в составе рода Scodes подсемейства Dichomeridinae из семейства Gelechiidae.

## Распространение
Северная Америка: США.

## Описание
Среднего размера молевидные бабочки. От близких родов отличаются очень длинным и вздутым вторым члеником нижнегубных щупиков и строением гениталий: у самцов саккулусы располагаются под эдеагусом и вентрально оттянуты, шейка у кукуллусов не выражена. В покое сидят с высоко поднятой головой и прижатыми вдоль спины усиками, крылья сложены плоско. На голове находится плотный слой прилегающих чешуек, иногда в видже хохолка над глазами. Передние крылья ланцетовидные с округлой вершиной.
Валидный статус рода подтверждён в ходе ревизии, проведённой в 2009 году российским лепидоптерологом Маргаритой Геннадьевной Пономаренко (Биолого-почвенный институт ДВО РАН, Владивосток, Россия).